# Gilbert Mottard
Gilbert Mottard (ur. 10 października 1926 w Hollogne-aux-Pierres, zm. 21 lutego 2011 w Liège) – belgijski i waloński polityk oraz samorządowiec, działacz Partii Socjalistycznej, parlamentarzysta, minister w rządzie federalnym.

## Życiorys
Ukończył regionalny Institut d'études sociales, był pracownikiem socjalnym. Działacz Belgijskiej Partii Socjalistycznej, po podziale ugrupowania został członkiem walońskich socjalistów. W pierwszej połowie lat 50. zasiadł w radzie rodzinnej miejscowości, od 1953 do 1970 był burmistrzem Hollogne-aux-Pierres, a następnie do 1971 (po przekształceniach ustrojowych) burmistrzem Grâce-Hollogne. W latach 1968–1971 sprawował mandat posła do federalnej Izby Reprezentantów, był zaangażowany w prace nad przeprowadzoną wówczas reformą instytucjonalną państwa. W latach 1971–1990 zajmował stanowisko gubernatora prowincji Liège. Od maja 1990 do marca 1992 był ministrem do spraw emerytur w dwóch ostatnich gabinetach Wilfrieda Martensa.